# 다케다 요헤이
다케다 요헤이(일본어: 武田 洋平, 1987년 6월 30일 ~ )는 일본의 축구 선수이다. 현재 J2리그의 나고야 그램퍼스에서 뛰고 있다.

## 구단 경력
그는 2006년부터 J리그의 시미즈 에스펄스, 알비렉스 니가타, 감바 오사카, 세레소 오사카, 오이타 트리니타, 나고야 그램퍼스에서 뛰었다.

## 국가대표팀 경력
그는 2007년 FIFA U-20 월드컵에 참가할 일본 U-20 국가대표팀에 발탁되었으며, 1경기에 출전했다.